# Hôpital de la Charité (Lavault-Sainte-Anne)
Pour les articles homonymes, voir Hôpital de la Charité.
L'hôpital de la Charité est un hôpital situé sur la commune de Lavault-Sainte-Anne, dans le département français de l'Allier, en France.

## Historique
L'ensemble est édifié entre 1909 et 1913.
L'édifice est inscrit au titre des monuments historiques en 2006.

## Valorisation du patrimoine
L'établissement est désormais un EHPAD. 